# 28147 Colbath
28147 Colbath este o planetă minoră (asteroid), cu un diametru de 3,842 km, din centura de asteroizi. A fost descoperită pe 11 octombrie 1998 la Stația Anderson Mesa de Lowell Observatory Near-Earth-Object Search. 
Obiectul prezintă o orbită caracterizată de o semiaxă mare de 2,3690783 UAi, o excentricitate de 0,09, o înclinație de 4,21976 ° în raport cu ecliptica.